# Conseil local de développement (Tunisie)
Pour les articles homonymes, voir Conseil local de développement.
Le conseil local de développement est une structure consultative instituée en Tunisie au niveau de chaque délégation, en vertu de la loi n°94-87 du 26 juillet 1994.

## Composition
Chaque conseil est présidé par le délégué de la localité et comprend :
- les présidents des municipalités ou circonscriptions municipales de la délégation ;
- les présidents des conseils de villages ;
- les omdas (notables de secteurs) des périmètres de la délégation ;
- les représentants des services régionaux relevant des services civils de l'État et des entreprises publiques intervenant au niveau de la localité ;
- toute autre personne dont la présence est jugée nécessaire par le président du conseil.

## Attributions
Chaque conseil est habilité par la loi à :
- examiner toutes les questions proposées par son président et qui concernent le développement économique, social, culturel et éducatif de la délégation, en émettant un avis sur les programmes et projets locaux et des propositions en vue de leur assurer plus de coordination et de complémentarité ;
- contribuer à la préparation et à la réalisation des programmes de propreté et de protection de l'environnement ;
- organiser des journées locales de développement sur décision du gouverneur de la région ;
- participer à la préparation du plan régional de développement en ce qui concerne la délégation ;
- élaborer des rapports périodiques, avec des propositions et des recommandations à l'intention du gouverneur qui les transmet aux ministères concernés.

## Règles de fonctionnement
Chaque conseil se réunit au moins une fois tous les trois mois sur initiative de son président, avec l'exigence de la présence de la majorité de ses membres (en première séance). Le secrétaire général de la délégation en assure le secrétariat.